# Neney Cabrera
José Leonel (Neney) Cabrera Abud (Santiago de los Caballeros, República Dominicana, 18 de diciembre de 1966) es un político y empresario dominicano que perteneció al socialdemócrata Partido Revolucionario Dominicano (PRD), organización en la que se desarrolló hasta su renuncia el 24 de marzo de 2020. 
El 16 de agosto de 2020 fue designado por el presidente Luis Abinader Ministro de Estado sin Cartera. 
Es el presidente de la empresa Cilpen Global QR 

## Biografía

### Orígenes y Familia
Es hijo de Leonel Cabrera, oriundo de Moca, y Juana Abud de Cabrera, nativa de Santiago, ciudadanos del ámbito de la industria y los negocios, y además estrechamente vinculados a las actividades de defensa y promoción de la democracia en la República Dominicana.
Cursó sus estudios primarios y secundarios en los colegios Babeque y Calasanz, y al concluir el bachillerato se matriculó en la Pontificia Universidad Católica Madre y Maestra (PUCMM), donde se graduó de Licenciado en Administración de Empresas en 1992. En 2003, terminó una maestría en Ciencias Políticas, mención Administración Pública, en la Universidad Complutense de Madrid.
Está casado desde 1992 con Gina Haché, y tiene tres hijos.

### Actividad laboral y profesional
La vida laboral de Neney Cabrera se inicia a muy temprana edad en la empresa “Industrias Juana”, propiedad de su familia. 

### Vida política
Neney Cabrera tuvo sus primeros contactos con la actividad política en el propio ámbito familiar, pues sus padres y varios de sus tíos formaron parte de organismos dirigenciales del Partido Revolucionario Dominicano (PRD) a lo largo de los decenios de los años sesenta, setenta y ochenta.
En el proceso electoral de 1986, con 19 años de edad, participó en un movimiento de reclutamiento de nuevos votantes a favor de la candidatura presidencial del Partido Revolucionario Dominicano (PRD), en aquel momento encarnada en el licenciado Jacobo Majluta.
En 1990 ingresó formalmente a la Comisión de Finanzas del PRD, por invitación directa del doctor José Francisco Peña Gómez, dando inicio a una militancia política de tiempo completo y desarrollando largas jornadas de trabajo junto al líder histórico del perredeismo.
En 1991, es elegido miembro del Comité Ejecutivo Nacional (CEN) del PRD.
En 1994 participa activamente en la campaña electoral del PRD al lado del doctor José Francisco Peña Gómez, candidato presidencial de la organización.
En 1995 ingresa formalmente a la Juventud Revolucionaria Dominicana (JRD) como miembro de su alta dirección, y en la campaña electoral de 1996 es designado director de la Comisión Nacional de Finanzas.
En 2000 participó en la campaña electoral que llevó al poder al PRD con la fórmula electoral encabezada por el ingeniero Hipólito Mejía y la doctora Milagros Ortiz Bosch.
En las elecciones congresuales y municipales de 2002 fue escogido a unanimidad como candidato a diputado de la JRD en el Distrito Nacional, resultando electo diputado por PRD.
En 2006 fue reelecto como diputado del Distrito Nacional en la boleta congresual del PRD.
En 2008 es designado Coordinador Nacional de Campaña del Partido Revolucionario Dominicano (PRD).
En 2009 es electo vocero de la bancada perredeísta en la Cámara de Diputados para el periodo 2009-2010, y en el mismo año resulta elegido Secretario Nacional Ejecutivo del PRD.
En la campaña electoral del año 2012 se desempeñó como miembro de la Comisión Nacional de Estrategia.
Fue miembro de la Comisión Política y del Comité Ejecutivo Nacional del Partido Revolucionario Dominicano (PRD).
El 24 de abril de 2020 renuncia renuncia del Partido Revolucionario Dominicano (PRD); donde ocupaba el cargo de presidente ejecutivo. 
El motivo principal se su decisión fue la nueva alianza política realizada entre el PRD y el Partido de la Liberación Dominicana (PLD).  "Pese a mis reiterados señalamientos, usted decidió reeditar una alianza con el PLD para el proceso del año en curso, decisión que estoy convencido, además de poco táctico e improcedente, es inoportuna y totalmente contraria a los intereses del partido y del país" expresó Cabrera en la misiva, dirigida al presidente del PRD, Miguel Vargas Maldonado, en la que señala, además, que la renuncia se produce por desacuerdo con la decisión política y la dirección equivocada que ha tomado el partido.
Neney Cabrera anuncia su apoyo a la candidatura de Luis Abinader luego de su renuncia al PRD.
El 16 de agosto de 2020 es designado Ministro sin Cartera.

## Distinciones
- Ministro Encargado de Manejar los Proyectos Estratégicos y Especiales de la Presidencia.
- Diputado más sufragado del PRD en su circunscripción Distrito Nacional (2002)
- Reelecto como diputado del Distrito Nacional en la boleta congresual del PRD (2006)
- Electo vocero de la bancada perredeísta en la Cámara de Diputados para el periodo (2009-2010)
- Secretario Nacional Ejecutivo del PRD (2009-2012)